# Yoshida Motohiro
Motohiro Yoshida (sinh ngày 25 tháng 8 năm 1974) là một cầu thủ bóng đá người Nhật Bản.

## Sự nghiệp câu lạc bộ
Motohiro Yoshida đã từng chơi cho Kashiwa Reysol, Gamba Osaka, Cerezo Osaka, Avispa Fukuoka và FC Machida Zelvia.